# فلسفة ما قبل سقراط
يُعرف العديد من فلاسفة الإغريق الأوائل الذين كانوا ناشطين قبل أو أثناء عصر سقراط باسم «سقراط»، شملت أعمالهم الفلسفيَّة: الطبيعة، الأخلاق، الدين، المجتمع البشري وحاولوا تفسير ظواهر العالم المختلفة اعتماداً على قوانين الطبيعة بدلاً من عزوها إلى قدرات الآلهة الخارقة للطبيعة، وقدَّموا الكون كينونةً واحدة متكاملة تخضع لقوانينَ ثابتة يُمكن فهمها من خلال المنهج العقلاني.
في العصور القديمة الكلاسيكية كان يُطلق على الفلاسفة في الفترة ما قبل السقراطية اسم فيزيولوجي physiologoi وتعني علماء الفيزياء أو الطبيعة، ويعتبر أرسطو أول من ميَّز بين الفلاسفة الذين حاولوا تفسير ظواهر الكون اعتماداً على قوانين الطبيعة وبين رواة القصص أو علماء اللاهوت الذين فسروا هذه الظواهر أو ربطوها بالآلهة، ينتمي فلاسفة الفترة ما قبل السقراطيَّة لمدرستين مختلفتين: الأولى هي مدرسة الإسكندرية بقيادة أناكسيماندر والثانية المدرسة الرومانيَّة الإغريقية بقيادة فيثاغورس.

## نظرة عامة
يعتبر هيرمان ديلز أبرز من أشاع مصطلح «ما قبل سقراطي» من خلال كتابه The Fragments of the Pre-Socratics الصادر عام 1903، على الرغم من ذلك فإنَّ مصطلح ما قبل سقراطي استخدم قبله بكثير على يد جورج جروتي وإدوارد زيلر وغريغوري فلاست وجوناثان بارنز وفريدريك نيتشه وآخرين.
قد يكون من الصعوبة بمكان تحديد شكل عام للحجج المنطقيَّة أو المنهج الفلسفي الذي استخدمه فلاسفة عصر ما قبل سقراط، ورغم أنَّ الكثير منهم ترك نتاجاً فكريَّاً هاماً ولكن أغلب هذا النتاج كان ناقصاً وغير مكتمل ويعتمد على اقتباسات وتجميعات وحتى على كتابات المؤرخين أحياناً.
رفض فلاسفة ما قبل سقراط التفسيرات الخرافيَّة والأسطوريَّة التي كانت سائدة في ذلك الوقت لصالح تفسيرات أكثر عقلانيَّة، وطرحوا أسئلة حول جوهر الأشياء وطبيعتها، مثل: من أين أتى كل شيء، كيف نُفسِّر تنوُّع الأشياء الموجودة في الطبيعة، كيف يمكن وصف الظواهر الطبيعيَّة بطريقة رياضيَّة، في حين ركَّز آخرون على تحديد المشاكل والمُعضلات التي أصبحت أساساً للدراسة الرياضيَّة والعلميَّة لاحقاً، في النهاية رفض الفلاسفة الكثير من الإجابات والتفسيرات التي اقترحها فلاسفة العصر ما قبل السقراطي ولكنَّهم استمرَّوا في تأكيد أهميَّة الأسئلة التي طرحوها والمنهج الفلسفي الذي اتَّبعوه وأكَّدوا على دورهم الحاسم في تطوُّر العلوم.

## لمحة تاريخية
ظهرت فلسفة عصر ما قبل سقراط على يد عدد من الروَّاد الشرقيِّين والغربيِّين وتطوَّرت هذه الفلسفة لاحقاً لتتفرَّع إلى العلوم الطبيعيَّة المتنوعة التي نعرفها اليوم مثل الفيزياء والكيمياء والجيولوجيا وعلم الفلك، وقد قدَّم هؤلاء الفلاسفة تفسيرات ماديَّة للظواهر والأشياء ورفضوا التفسيرات الخارقة للطبيعة وأكَّدوا أنَّ الكون وحدة متكاملة منسجمة يمكن أن تفهم بأسلوب عقلاني، لقد تميَّز النتاج الفكري الذي تركه أوائل فلاسفة العصر ما قبل السقراطي باهتمامه بمجالات البحث الفلسفيَّة الرئيسيَّة مثل: التركيب الأساسي للكون، بنية ووظيفة النفس البشريَّة، القوانين الرئيسيَّة التي تحكم الظواهر الطبيعيَّة الملموسة والتصرفات والأخلاق البشرية.

### الأعمال المكتوبة
أجزاء قليلة من كتابات وأعمال فلاسفة عصر ما قبل سقراط بقيت موجودة حتى وقتنا الحاضر، العديد من هذه الأعمال تحمل نفس العنوان: الطبيعة On Nature، ويشير استخدام on إلى ما يشبه الأطروحة العلميَّة، هذه الكتابات التي حملت هذا العنوان تشير إلى تفسير الظواهر الطبيعية وفق القوانين العقلية وتعارض عزوها إلى القوى الخارقة للطبيعة.

### المدرسة الميلية
يعتبر طاليس 624 ق.م – 546 ق.م من مدينة ميليه أول فلاسفة عصر ما قبل سقراط ويعرف بوالد الفلسفة اليونانيَّة، وهوأحد حكماء الإغريق السبعة من أشهر مآثره قوله بأنَّ الماء هو أصل كل الأشياء، اكتشف عدداً من النظريات الهندسيَّة ورفض الأخذ بالخرافات والأساطير وتنبَّأ بكسوف الشمس عن طريق الحساب ودرس الكواكب والنجوم، بعده ظهر أناكسيماندر 610 ق.م – 546 ق.م الذي كان أول من كتب عن الفلسفة وأكَّد أنَّه لا يمكن تحديد المادة دون تحديد صفاتها وأدى ذلك لظهور مفهوم الأضداد الأوليَّة، وبعكس أستاذه طاليس اقترح أنَّ المادة الأوليَّة للكون ليست هي الماء بل الأبيرون (اللا متانهي أو اللا محدود)، ويعتبر آخر من ممثِّل لمدرسة ميليه.

### الفيثاغورية
بدأ الجانب العملي التطبيقي للفلسفة يظهر على يد فيثاغورث 496 ق.م – 582 ق.م، والذي اعتمد على الأرقام والهندسة بشكل كبير وأنشأ مدرسة فلسفيَّة متميَّزة في مدينة كروتون جنوب إيطاليا تجمَّع فيها الكثير من الطلاب والمُريدين، قدَّس فيثاغورث الرقم عشرة واعتبره رمزاً للكمال ووضع عدداً النظريات الرياضيَّة الهامة مازال بعضها مستخدماً حتى الآن أشهرها ما يعرف بنظريَّة فيثاغورث في المثلث القائم، من أبرز تلاميذ فيثاغورث الذين نشروا مذهبه وبشَّروا بفلسفته: فيلولاوس، ألكمايون الكروتوني، أرخيتاس وغيرهم.

### مدرسة أفسس
زعيم هذه المدرسة ومؤسِّسها هو هرقليطس 475 ق.م – 535 ق.م، يُعرف بالفيلسوف الغامض بسبب أسلوبه الغامض في الكتابة واستخدامه للمجاز والتشبيهات والرموز والألغاز، وبالفيلسوف الباكي بسبب غلبة الحزن على أفكاره، قال بأنَّ النار هي الجوهر أو الأساس الأول للحياة والعالم ومنها نشأ الكون، تأثَّر به كل من سقراط وأفلاطون وأرسطو، وضع كتاباً واحداً لم يبق منه إلَّا أجزاء قليلة وحتى حياته لا يعرف عنها إلا القليل وأنَّه كان من الأسرة الحاكمة في مدينة أفسس التي تقع في آسيا الوسطى غرب الأناضول وكانت من أعظم مدن الإغريق القديمة.

### المدرسة الإيلية
أسَّسها الفيلسوف الشهير كزينوفانيس في مستوطنة إيليا جنوب إيطاليا، ولاحقاً أخرجت هذه المدرسة اثنين من كبار الفلاسفة هما: بارمينيدس Parmenides مؤسس علم الوجوديات وزينون Zeno of Elea ويعتبران المُمثِّلين الرئيسيين لفلسفة هذه المدرسة، ويعدُّ ساموس الفيلسوف الثالث الهام التابع لهذه المدرسة.
يعتبر كزينوفانيس أول من صرَّح بأفكاره في موضوع الألوهيَّة دون غموض أو رمز ويعتبر أيضاً أول من نادى بالتوحيد بشكل صريح من فلاسفة الإغريق رغم إشارات بعض من سبقه مثل فيثاغورس، يعتقد بعض المؤرخين أنَّه مؤسس التفكير الميتافيزيقي والنظر إلى ماوراء المادة أو ماوراء الطبيعة، وكان له العديد من الآراء في الظواهر الطبيعيَّة والكونية المختلفة كالشمس والقمر والبحر والليل والنهار والكائنات الحية.
رفض كزينوفانيس المعتقدات اللاهوتية اليونانيَّة وآلهة الأولمب وتعدد الآلهة وتجسيمها وإعطائها صفات بشرية وانتقد أشعار وملاحم هوميروس التي ساهمت بشدة في ترسيخ تلك المعتقدات ورفض ما كان ينسب للآلهة من صفات وأفعال مثل الحب والغيرة والصراع مع بعضها ومع البشر والتزاوج والشهوة ورأى أنَّ كل هذا يتنافى مع الكمال الإلهي وما هو إلا نتاج الخيال البشري، وقال بأنَّ الإله الحقيقي واحد كامل مُنزَّه عن صفات البشر.

## فلاسفة إغريق آخرون
- حكماء الإغريق السبعة: طاليس، سولون الأثيني، خيلون الأسبرطي، بياس البرييني، كليوبولوس، بيتاكوس، بيرياندر.
- أراستسيس
- فيريسيدس
- أناشيريسس

## الإرث
- تمَّ تطبيق طريقة عصر ما قبل سقراط في التفكير النقدي في دراسة العالم الطبيعي من قبل الفيلسوف سقراط وتلاميذه.
- تأثَّر هيغل بعمق بفلسفة ما قبل سقراط، خصوصاً الفيلسوف بارمينيدس أحد أقطاب المدرسة الإيليَّة الذي يعتبر أول من استخدم مفهوم الوجود والعدم.[10]
- كانت أطروحة الدكتوراه لكارل ماركس «الفرق بين الفلسفة الديموقريطية والأبيقورية عن الطبيعة» وقارن فيها بين أفكار الفيلسوف ما قبل السقراطي ديموقريطس أحد مؤسسي النظرية الذرية والفيلسوف أبيقور.
- تعترف الفلسفة الماركسيَّة أيضاً بفلاسفة ما قبل سقراط كمؤسِّسي المادية الأولى.
- بدوره انتقد نيتشه فلاسفة ما قبل سقراط وخصوصاً التطور البطيء للمنهجية الفلسفيَّة في عصرهم.[11]
- قدَّم أوزوالد شبنغلر أطروحة دكتوراه عن «الأفكار الميتافيزيقية في فلسفة هيراقليطس» والتي تبحث وتقيُّم أفكار الفيلسوف ما قبل السقراطي هيراقليطس المعروف بالفيلسوف الغامض والفيلسوف الحزين.
- أكَّد كارل بوبر - أحد أكثر فلاسفة العلم تأثيراً في القرن العشرين - على أهميَّة المنهج النقدي الفلسفي الذي تطوَّر في فترة ما قبل سقراط والذي ساهم في نظرية المعرفة، ويمكن ملاحظة ذلك في مقالته المعروفة حول هذا الموضوع «العودة إلى ما قبل سقراط» المنشورة عام 2002.